# Kierunek radiowy
Kierunek radiowy (K/R) – układ dwóch radiostacji rozmieszczonych w różnych punktach, przeznaczony do utrzymania łączności radiowej pomiędzy tymi punktami. 

## Charakterystyka
Kierunek radiowy to sposób organizacji łączności radiowej pomiędzy dwoma korespondentami (dowódcami, sztabami, punktami dowodzenia itp.). W zależności od posiadanych częstotliwości i możliwości technicznych środków radiowych, łączność może być utrzymywana w simpleksie, dupleksie, a wymiana radiowa może zapewnić transmisję mowy, danych, obrazu, bezpośrednio lub za pomocą radiostacji pośredniczącej.
Do zalet pracy w kierunkach radiowych zaliczyć można dobre maskowanie pracy własnych radiostacji i efektywne wykorzystanie anten kierunkowych. Wady sposobu organizacji łączności w kierunku radiowym to konieczność dysponowania dużą liczbą środków i potrzeba zarządzania dużą ilością danych (częstotliwości, kryptonimy radiostacji itp.).

## Rodzaje K/R
W zależności od przeznaczenia wyróżnia się następujące kierunki radiowe:
- stały K/R w którym radiostacje pracują nieprzerwanie na odbiór i posiadają możliwość wzajemnego wywołania się w dowolnym czasie i prowadzenia wymiany radiowej;
- dyżurny K/R w  którym radiostacja jednego korespondenta pracuje cięgle na odbiór, a drugiego włącza się tylko dla przeprowadzenia wymiany;
- rezerwowy K/R organizowany w celu zapewnienia możliwości dokonania manewru relacjami łączności w trakcie trwania walki;
- skryty K/R  organizowany w celu zabezpieczenia systemu łączności w okresie celowych zakłóceń przeciwnika.

Kierunek radiowy może być także:
- foniczny;
- telegraficzny (słuchowy lub dalekopisowy);
- transmisji danych;
- simpleksowy czyli obie radiostacje nastrojone są na tę samą częstotliwość, a nadawanie i odbiór informacji przez każdą z nich odbywa się na przemian;
- dupleksowy czyli nadajniki obu radiostacji nastrojone są na różne częstotliwości, nadawcza jednej radiostacji jest odbiorczą drugiej.